# Supai, Arizona
Supai indijanski selo u američkoj saveznoj državi Arizona, glavno naselje Havasupai Indijanaca. Nalazi se u dolini istoimene rijeke. Prema popisu stanovništva iz 2010. u njemu je živjelo 208 Havasupaija.

## Stanovništvo
Stanovnišvo je isključivo indijansko.